# Enna velox
Enna velox är en spindelart som beskrevs av Octavius Pickard-Cambridge 1897.
Enna velox ingår i släktet Enna och familjen Trechaleidae. Inga underarter finns listade i Catalogue of Life.